# Han Jiang (Han Shui)
Der Han Jiang (chinesisch 漢江 / 汉江, Pinyin Hàn Jiāng – „„Han-Strom“, „Han-Fluss““), auch Han Shui (漢水 / 汉水,  Hàn Shuǐ – „„Han-Fluss“, „Han-Gewässer““) genannt ist mit 1532 km der längste Nebenfluss des Jangtsekiang.

## Verlauf
Der Han-Fluss entspringt im Südwesten der chinesischen Provinz Shaanxi und durchfließt die Provinz Hubei in nordwestlich-südöstlicher Richtung, bis er in der Stadt Wuhan linksseitig in den Jangtse mündet. Der Han bildet die Grenze zwischen den beiden Stadtteilen Hankou und Hanyang.

## Geschichte
Da Liu Bang, der Begründer der Han-Dynastie, seinen Herrschaftsbereich ursprünglich im Bereich des Han-Flusses hatte, benannte er seine Dynastie danach. Auch die Selbstbezeichnung der Chinesen als Han-Volk sowie der chinesischen Sprache als Han-Sprache (Hànyǔ) und der Schriftzeichen als Han-Zeichen (Hànzì) gehen über die Dynastie letztlich auf den Namen dieses Flusses zurück.